# Pierre Labatut
Pierre Labatut (Cannes, 18 novembre 1776 - Salvador, Brésil, 4 septembre 1849) est un soldat français. D'abord engagé dans les troupes napoléoniennes dans la Guerre d'indépendance espagnole, il s'embarqua plus tard pour l'Amérique du Sud où il combattit pour Simón Bolívar. Engagé comme mercenaire par Pierre Ier du Brésil, il devint général et Maréchal de camp de l'armée brésilienne, héros de l'Indépendance du Brésil (1822) et vainqueur des Portugais lors de la bataille de Pirajá et du siège de Salvador.

## Naissance et famille[2],[3]
Le registre d'état civil de la ville de Cannes (Côte d'Azur) nous présente Pierre Labatut comme le fils d'Antoine Labatut, "bourgeois", et de sa femme Geneviève Allegres ou Allegre. Né dans cette ville le 18 novembre 1776, il fut baptisé le 21 du même mois; on peut observer sur le document le nom du parrain, Pierre Allegre, et de la marraine, Marie Honorée LeCerf Labatut.

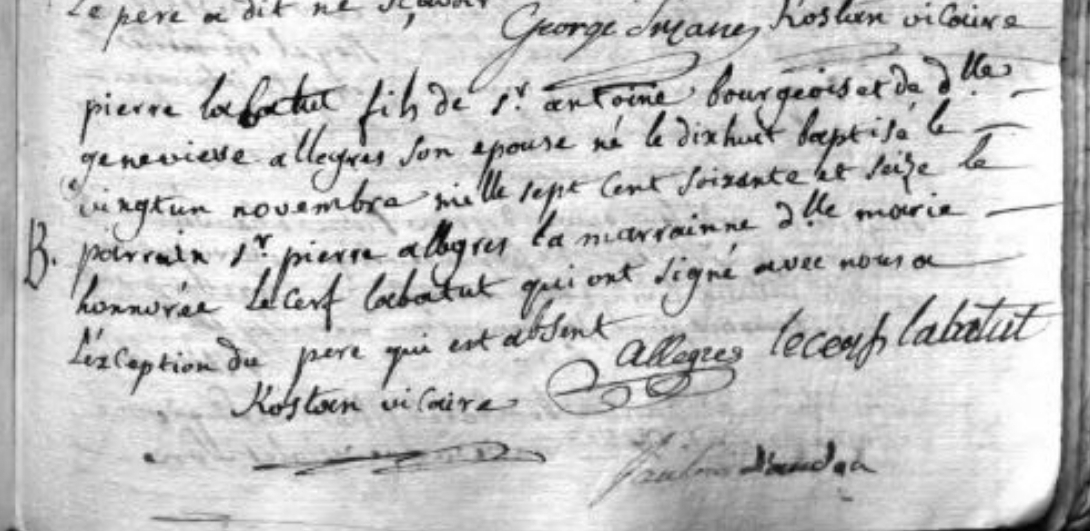
Acte de baptême de Pierre Labatut, né à Cannes le 18 novembre 1776 et baptisé le 21 de ce mois.

Antoine Labatut (11 avril 1743, Cannes - 6 juin 1822, Cannes) était lui-même issu du mariage de Claude Labatut, négociant, et de Marie Anne Merle; quant à Geneviève Allegre (5 août 1743, Cannes - avant 1822), elle était fille d'Honoré Allegre, bourgeois, lieutenant de justice, et d'Elizabeth Suffret.
De leur mariage, le 2 mars 1767 en la ville de Cannes, ils avaient déjà eu 3 enfants avant le naissance de Pierre:
- Marianne, née le 21 janvier 1768, baptisée le lendemain, à Cannes.
- Jeanne Baptiste Marie Anne Elisabeth Françoise, née le 29 octobre 1769, baptisée le 31 du mois, à Cannes.
- Jean Marie Mathias, né le 24 février 1775, baptisé le 26 du mois, à Cannes.

Ils eurent encore 3 enfants passé cette date:
- Marie Marthe, née la 14 novembre 1778, baptisée le lendemain, à Cannes.
- Thérèse, née le 11 février 1781, baptisée le lendemain, à Cannes. Décédée le 10 janvier 1792 en cette ville.
- Marie Elisabeth Marthe Geneviève Joseph, née le 27 juillet 1784, baptisée le 29 du mois, à Cannes. Décédée le 7 octobre de la même année en cette ville.

## Mercenaire en Nouvelle-Grenade: Labatut et la décolonisation dans l'Empire espagnol
Simón Bolívar était subordonné à Pierre Labatut, mais désobéissant à celui-ci, il lança une campagne contre les troupes royalistes qui se trouvaient sur les rives du fleuve Magdalena, ce qui augmenta l'aguerrissement et la cohésion des hommes de Bolívar.

## Général de l'Armée impériale brésilienne au cours de la guerre d'indépendance
Le 23 septembre 1829 alors à Saint-Cloud, Charles X promulgua l'ordonnance royale suivante: "portant que le sieur Labatut (Pierre), né le 18 novembre 1776 à Cannes, arrondissement de Grasse, département du Var, et demeurant à Marseille, département des Bouches-du-Rhône, est réintégré dans la qualité et les droits de Français, qu'il aurait perdus, au terme de l'article 17 du Code civil, pour avoir, sans autorisation, pris du service en pays étranger; à la charge par l'impétrant de se présenter à la mairie de sa commune et d'y faire la déclaration prescrite par l'article 18 du même Code, laquelle sera inscrite sur le registre pour y rester comme minute et y avoir recours au besoin." Ainsi, l'indiscipliné soldat de l'Empire, le général-en-chef de l'armée de la République de Carthagène-des-Indes, fils de bourgeois provençaux, redevenait Français après des années de vagabondage en Amérique du Sud. À cette époque, l'Europe n'était plus le champ de bataille mouvant et terrifiant qu'il avait quitté pour un autre. Revenant de contrées encore agitées par l'onde de choc napoléonienne, Labatut arrivait sur un continent calme, qui certes couvait en secret de nouvelles révolutions, mais avait vu passer pour la dernière fois avant longtemps les torrents de soldats omniprésents au cours des vingt-trois ans de Guerres de la Révolution et de l'Empire.

## Unions et descendance
De son union avec Marie Christine Ursule Claire Montagnier (décédée avant 1887), Pierre Labatut eut plusieurs enfants :
- Marie, née le 23 mai 1813 à Carthagène-des-Indes, en Colombie, alors que le général commandait en chef l'armée de la jeune République indépendante de cette même ville. Rentrée en France, elle rentra dans les ordres, au monastère de la Visitation, faubourg Jarnègues, à Tarascon. C'est là qu'elle expira, ayant pris le nom de Sœur Emmanuel, le 3 décembre 1887[5].